# Емма Шаплен
Емма Шаплен (фр. Emma Shapplin, при народженні Крістель Мадлен Жолітон фр. Crystêle Madeleine Joliton; нар. 19 травня 1974) — французька співачка, колоратурне сопрано. 

## Життєпис
Крістель Мадлен Жолітон народилася в Савіньї-ле-Тампль, передмісті Парижа. Вона розпочала свою музичну кар'єру як класична співачка, але потім захопилася гард-роком. Коли мала 18 років співак Жан-Патрік Капдев'єль (фр. Jean-Patrick Capdevielle) переконав її відновити класичне навчання для покращення техніки співу. Хоча рок більше відповідав гедоністичному стилю життя дівчини й давав їй більше творчої свободи, ніж класична музика, її він все ж повністю не вдовольняв, і вона вирішила створити свій власний стиль. Цей стиль став комбінацією архаїчної опери і сучасних трансу та поп-музики. Шаплен працювала разом із Капдев'єлем, він був автором її першого альбому «Carmine Meo». 
Хоча Шапплен розмовляє французькою й іноді співає своєю рідною мовою, більшість її пісень перекладені на латину й архаїчну італійську з французької, якою їх писав Капдев'єль. У другому альбомі «Etterna» вона вирішила співати бароковою італійською XVII століття, оскільки на її думку «вона звучить природно» і ближча до сучасної італійської, якою вона навчалася співати, тоді як архаїчність «краще передає поезію, мрію, і драму, також». Зокрема вона використала для назви альбому й пісні написання Etterna, а не сучасне італійське Eterna, тому, що так писав це слово Данте. Зрідка вона виконує один із свої хітів «Вічна ніч» (La Notte Etterna) іспанською як La Noche Eterna. Сингл  Discovering Yourself Шаплен записала англійською. 
Шаплен співпрацює із грецьким співаком Йоргосом Даларасом і практично щороку виступає з концертом у древньому Одеоні Ірода Аттичного в Афінах.
Шаплен виконала пісні в фільмі «Червона планета», написані композитором Ґремом Ре́велем, який також продюсував пісні з її альбому «Etterna».

## Емма Шаплен і Україна
22 грудня 2008 і 22 жовтня 2015 відбулися концерти Емми Шаплен у Національному палаці мистецтв «Україна».

## Дискографія
- Carmine Meo, 1997, Pendragon Records SL/EMI.
- Discovering Yourself, 1999.
- "Canto XXX",  "Inferno", саундрек до фільму «Червона планета» разом із Стінгом та Пітером Гебріелем.
- Etterna, 2002, Ark 21/Universal Music Group.
- The Concert in Caesarea, Live Album, 2003, Pendragon Records SL / EMI.
- "Coup de Théâtre", в дуеті з Паоло Конте, 2008, Universal Music.
- Macadam Flower 2009, Nimue Music under  Universal Music Greece /Russia, Turkey, Latina America  Sony Music.